# رحلة أيروميكسيكو رقم 229
رحلة أيرومكسيكو رقم 229 هي رحلة ركاب داخلية مكسيكية تحطمت في 20 يونيو 1973 أثناء اقترابها من مطار ليثينسيادو غوستافو دياز أورداز الدولي في بويرتو فالارتا. كانت الطائرة من طراز ماكدونل دوغلاس دي سي-9، وأسفر الحادث عن مقتل جميع الركاب وأفراد الطاقم البالغ عددهم 27 شخصًا. يُعد الحادث من أسوأ الكوارث الجوية التي شهدتها شركة أيرومكسيكو في ذلك العقد.

## الحادث
أقلعت الطائرة في رحلة ركاب من مطار هيوستن إنتركونتيننتال (الذي يُعرف الآن بمطار جورج بوش إنتركونتيننتال) في تكساس، متجهة إلى مطار مكسيكو سيتي الدولي، مع توقفين في مطار مونتيري الدولي ومطار ليسينسيادو غوستافو دياز أورداز في بويرتو فالارتا.
أثناء اقترابها من مطار بويرتو فالارتا، حصلت الرحلة على تصريح للهبوط على المدرج 04. وفي تمام الساعة 22:47، وخلال مرحلة الاقتراب، اصطدمت الطائرة بجبل لاس ميناس على بُعد 32 كيلومترًا جنوب شرق المطار، مما أدى إلى تحطمها واشتعال النيران فيها، ومصرع جميع من كانوا على متنها وعددهم 27 شخصًا.
أبلغ مراقب الحركة الجوية أليخاندرو روجانو عن فقدان الاتصال بالطائرة في الساعة 22:50 إلى المكتب الرئيسي لشركة RAMSA في مكسيكو سيتي. وكشف التحقيق لاحقًا أن قائد الطائرة لم يُخفّض سرعتها بشكل كافٍ أثناء الهبوط، مما أدى إلى وقوع الحادث.

## انظر أيضآ
- تحليق متحكم به نحو التضاريس